# 庫斯托迪奧·卡斯特羅
庫斯托迪奧·米格爾·迪亞斯·德·卡斯特羅（葡萄牙語：Custódio Miguel Dias de Castro，1983年5月24日—）是葡萄牙的一位足球運動員，在葡萄牙足球超級聯賽的布拉加中司職防守中場。

## 俱樂部生涯
2001年-2007年，庫斯托迪奧開始在里斯本競技踢球，2003年8月16日，進入葡萄牙足球超級聯賽，協助球會在與科英布拉大學的比賽中以2-1客場獲勝，並在該季首發出場22次。
在2006年至2007年葡萄牙足球超級聯賽賽季中，教練保羅·本托任命他為球隊隊長，卻在本賽季失寵。2007年6月，被交易到俄羅斯足球超級聯賽的莫斯科迪納摩。
2009年1月，庫斯托迪奧返回葡萄牙，和西塞羅·塞梅多一起再次回到吉馬良斯維多利亞。在兩個賽季之後的2010年8月31日，加入布拉加體育會。
在布拉加的第一年，庫斯托迪奧和巴西人萊昂德羅·薩里奧、Vanderson Válter de Almeida一起成為球隊主力。在2011年2月5日，在與馬里迪莫的比賽中以近距離射門幫助球隊以2-1獲勝。同年5月5日， 以角球幫助球隊主場戰勝本菲卡，獲得歐足協歐洲聯賽2010/11賽季半決賽第二回合勝利，2011年歐洲聯賽決賽獲亞軍。
庫斯托迪奧因為嚴重的膝傷，在2011年至2012年葡萄牙足球超級聯賽最初半數比賽都在後備席上。痊愈之後，協助球隊擊敗馬里迪莫（客場2-1）和吉馬良斯（主場4-0）。

## 國際賽生涯
庫斯托迪奧曾在2004年和2006年兩次參加歐洲U-21足球錦標賽。
2012年他被保羅·本托選為2012年歐洲國家盃的大軍成員名單，2012年6月2日首次出場，在里斯本與土耳其國家足球隊比賽時以1-3輸掉了比賽；在波蘭和烏克蘭的決賽週，在球隊2-1小組賽戰勝荷蘭國家足球隊的賽事中，入替因傷而被換出的。

## 外部連結
- Stats and profile at Zerozero （页面存档备份，存于）（英文）
- Stats at ForaDeJogo （页面存档备份，存于）（英文）